# Jakobsen
Jakobsen är en kulle i Antarktis. Den ligger i Östantarktis. Frankrike gör anspråk på området. Toppen på Jakobsen är 4 meter över havet.
Terrängen runt Jakobsen är platt åt sydost, men åt sydväst är den kuperad. Havet är nära Jakobsen norrut. Trakten är glest befolkad. Närmaste befolkade plats är Dumont d'Urville Station, 0,25 kilometer sydväst om Jakobsen. 